# 白塔寺遗址
白塔寺遗址，位于中国甘肃省武威市凉州区武南镇，2001年6月25日公布为第五批全国重点文物保护单位，类型为古遗址。
白塔寺遗址的历史年代为元代。